# Róna Zoltán
Róna Zoltán, 1947-ig hivatalosan Roth Zoltán (Budapest, Erzsébetváros, 1890. október 31. – Budapest, 1970. május 15.) színész, táncoskomikus. Róna Viktor táncművész, koreográfus, balettigazgató apja.

## Élete
Roth Ármin (1860–1920) szabómester és Scheibel Róza (1867–1932) gyermekeként született. Szülei Dunavecséről költöztek a fővárosba. Iskolái végeztével festőművésznek készült, de végül a színészi pálya mellett döntött. Első szerződését Sziklay Kornél Kis Színházánál kapta. Huszonegy éves korában felvételi vizsgát tett az Országos Színészegyesületnél, mely után Kövessy Alberthez szerződött táncos-komikusnak, majd Mariházy Miklós kecskeméti társulatának tagja lett. Itt hét évet töltött. Az első világháború alatt frontkatonaként szolgált. Leszerelés után újra vidékre szerződött, később a Fővárosi Operettszínház tagja lett. Kispesten gyerekszínházat alapított és vezetett, s itt lépett fia először színpadra. Több színdarabot, egyfelvonásos darabot, népdal-szöveget és kuplét írt. Halálát keringési és légzési elégtelenség okozta.

## Magánélete
Második házastársa Csillik Mária (művésznevén: Csillag Mary) szubrett, színházi súgó volt, akit 1924. október 22-én Budapesten, a Józsefvárosban vett nőül.

## Művei

### Színdarabok
- A cselédgrófnő. Bemutató: Sopron, 1922.
- Csibészszerelem
- Hárem gyöngye
- Nem vagy legény, Berci
- A tündérkirálynő (táncos meseoperett)